# Petite rivière Batiscan
Pour les articles homonymes, voir Batiscan (homonymie).
La Petite rivière Batiscan est un affluent de la rive Est de la rivière à Pierre, coulant dans les territoires non organisés du Linton (canton de Tonty), dans Saint-Raymond (canton de Roquemont) et dans la municipalité de Rivière-à-Pierre (canton de Bois), dans la municipalité régionale de comté (MRC) de Portneuf, dans la région administrative de la Capitale-Nationale, dans la province de Québec, au Canada.
Le cours de la Petite rivière Batiscan coule du côté Nord-Est de la rivière Batiscan et du côté Nord-Est du fleuve Saint-Laurent. Cette rivière fait partie du bassin versant de la rivière Batiscan laquelle serpente généralement vers le Sud, jusqu’à la rive Nord du fleuve Saint-Laurent.

## Toponymie
Le toponyme Petite rivière Batiscan a été officialisé le 5 décembre 1968 à la Commission de toponymie du Québec.